# Admiral Schofield
Admiral Donovhan Schofield (Londra, 30 marzo 1997) è un cestista statunitense, professionista nella NBA.

## Biografia
È il fratello di O'Brien Schofield, ex professionista nella NFL.

## Carriera
Dopo aver completato la carriera collegiale con i Tennessee Volunteers, nel 2019 viene selezionato al Draft NBA con la 42ª scelta assoluta dai Philadelphia 76ers, che lo cedono subito ai Washington Wizards insieme a Jonathon Simmons.
Il 24 ottobre 2020 viene inserito in una trade che lo porta agli Oklahoma City Thunder.

## Statistiche

### NCAA
| Anno      | Squadra          | PG  | PT | MP   | TC%  | 3P%  | TL%  | RP  | AP  | PRP | SP  | PP   |
| --------- | ---------------- | --- | -- | ---- | ---- | ---- | ---- | --- | --- | --- | --- | ---- |
| 2015-2016 | Tenn. Volunteers | 32  | 22 | 18,7 | 44,4 | 30,1 | 89,7 | 4,0 | 0,9 | 0,4 | 0,3 | 7,6  |
| 2016-2017 | Tenn. Volunteers | 28  | 2  | 19,0 | 45,3 | 38,9 | 77,9 | 4,4 | 0,8 | 0,3 | 0,2 | 8,2  |
| 2017-2018 | Tenn. Volunteers | 35  | 34 | 28,1 | 44,7 | 39,5 | 75,6 | 6,4 | 1,5 | 1,0 | 0,4 | 13,9 |
| 2018-2019 | Tenn. Volunteers | 37  | 37 | 31,8 | 47,4 | 41,8 | 69,8 | 6,1 | 2,0 | 0,9 | 0,5 | 16,5 |
| Carriera  | Carriera         | 132 | 95 | 24,9 | 45,8 | 38,7 | 76,3 | 5,3 | 1,3 | 0,7 | 0,4 | 11,9 |

#### Massimi in carriera
- Massimo di punti: 30 vs Gonzaga (9 dicembre 2018)[3]
- Massimo di rimbalzi: 13 vs Furman (20 dicembre 2017)
- Massimo di assist: 7 vs Louisiana-Lafayette (9 novembre 2018)
- Massimo di palle rubate: 4 (3 volte)
- Massimo di stoppate: 3 vs Tennessee Tech (29 dicembre 2018)
- Massimo di minuti giocati: 42 vs Purdue (28 marzo 2019)

### NBA

#### Regular season
| Anno      | Squadra       | PG  | PT | MP   | TC%  | 3P%  | TL%  | RP  | AP  | PRP | SP  | PP  |
| --------- | ------------- | --- | -- | ---- | ---- | ---- | ---- | --- | --- | --- | --- | --- |
| 2019-2020 | Wash. Wizards | 33  | 2  | 11,2 | 38,0 | 31,1 | 66,7 | 1,4 | 0,5 | 0,2 | 0,1 | 3,0 |
| 2021-2022 | Orlando Magic | 38  | 1  | 12,3 | 41,9 | 32,9 | 80,0 | 2,3 | 0,7 | 0,1 | 0,1 | 3,8 |
| 2022-2023 | Orlando Magic | 37  | 0  | 12,2 | 45,1 | 32,4 | 91,3 | 1,7 | 0,8 | 0,2 | 0,1 | 4,2 |
| 2023-2024 | Orlando Magic | 23  | 0  | 3,7  | 38,5 | 37,5 | 0,0  | 0,7 | 0,3 | 0,0 | 0,0 | 1,1 |
| Carriera  | Carriera      | 131 | 3  | 10,5 | 41,7 | 32,6 | 78,2 | 1,6 | 0,6 | 0,2 | 0,1 | 3,3 |

#### Massimi in carriera
- Massimo di punti: 18 vs Orlando Magic (8 gennaio 2020)[4]
- Massimo di rimbalzi: 7 (2 volte)
- Massimo di assist: 4 (2 volte)
- Massimo di palle rubate: 3 vs Chicago Bulls (18 dicembre 2019)
- Massimo di stoppate: 2 vs New Orleans Pelicans (23 dicembre 2021)
- Massimo di minuti giocati: 36 vs Orlando Magic (8 gennaio 2020)